# خيارة
قريةالخيارة هي إحدى القرى اللبنانية من قرى قضاء البقاع الغربي في محافظة البقاع.
تبعد بلدة خيارة 58 كلم عن بيروت عاصمة لبنان. ترتفع 870 م عن سطح البحر وتمتد على مساحة 916 هكتاراً.